# Expedition 72

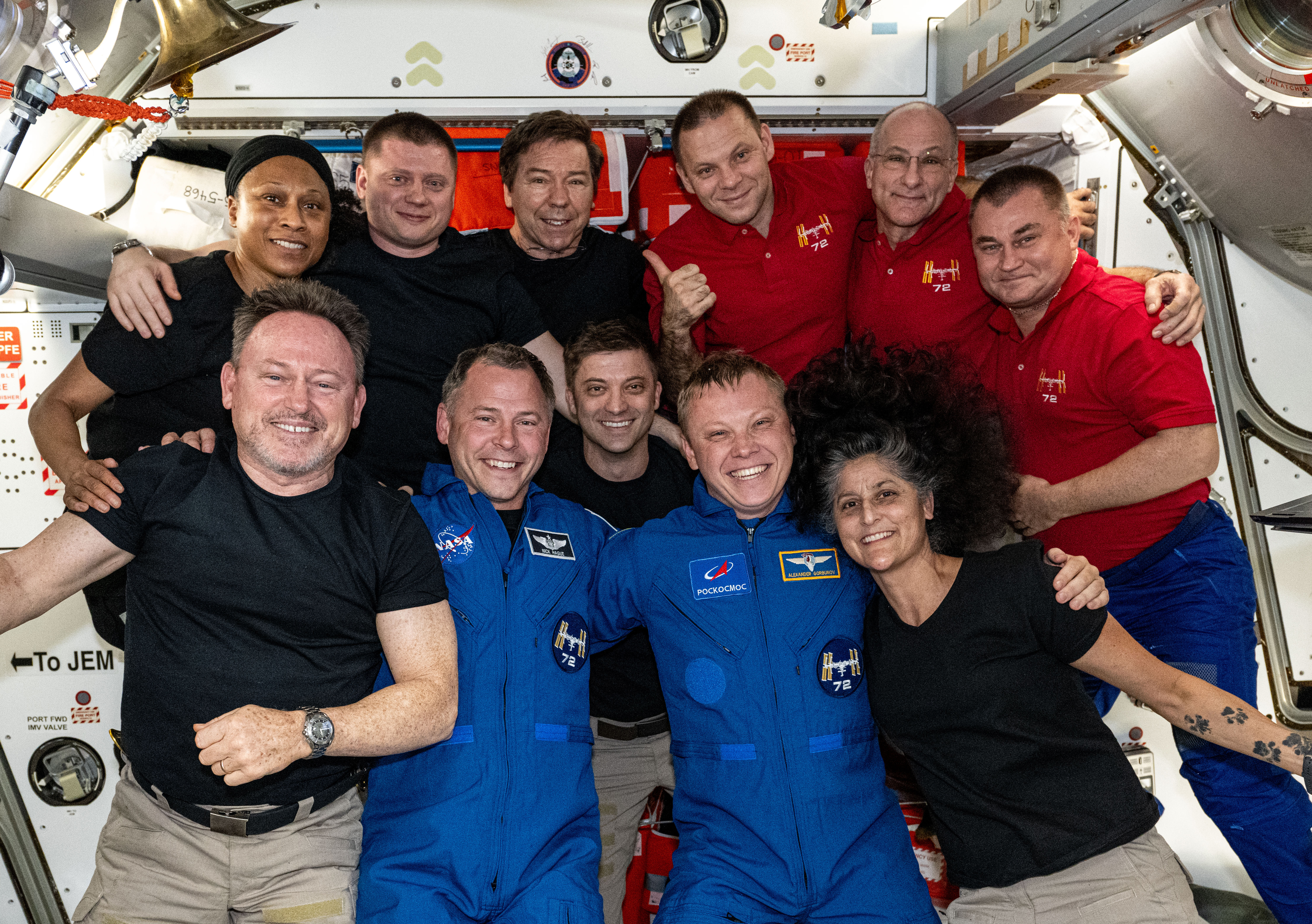
Delar av Expedition 72 besättning.

Expedition 72 var den 72:e expeditionen till Internationella rymdstationen (ISS). Expeditionen började den 23 september 2024 då delar av Expedition 71s besättning återvände till jorden med Sojuz MS-25.
Nick Hague och Aleksandr Gorbunov anlände till rymdstationen den 29 september 2024
Matthew Dominick, Michael R. Barratt, Jeanette J. Epps och Alexander Grebenkin lämna rymdstationen den 23 oktober 2024.
Anne McClain, Nichole Ayers, Takuya Onishi och Kirill Peskov anlända till rymdstationen den 16 mars 2025.
Sunita Williams, Barry E. Wilmore, Nick Hague och Aleksandr Gorbunov lämna rymdstationen den 18 mars 2025.
Sergej Ryzjikov, Alexey Zubritsky och Jonny Kim anlända till rymdstationen den 8 april 2025
Expeditionen avslutades den 19 april 2025 då Sojuz MS-26 lämnade rymdstationen.

## Besättning
| Position     | Första delen (23 - 29 september 2024)         | Andra delen (29 september - 23 oktober)       | Tredje delen (23 oktober 2024 - 7 mars 2025) | Fjärde delen (7 - 16 mars)                   | Femte delen (16 - 18 mars)                   | Sjätte delen (18 mars - 8 april)            | Sjunde delen (8 - 19 april 2025)            |
| ------------ | --------------------------------------------- | --------------------------------------------- | -------------------------------------------- | -------------------------------------------- | -------------------------------------------- | ------------------------------------------- | ------------------------------------------- |
| Befälhavare  | Sunita Williams, NASA Hennes tredje rymdfärd  | Sunita Williams, NASA Hennes tredje rymdfärd  | Sunita Williams, NASA Hennes tredje rymdfärd | Aleksej Ovtjinin, RSA Hans tredje rymdfärd   | Aleksej Ovtjinin, RSA Hans tredje rymdfärd   | Aleksej Ovtjinin, RSA Hans tredje rymdfärd  | Aleksej Ovtjinin, RSA Hans tredje rymdfärd  |
| Flygingenjör | Aleksej Ovtjinin, RSA Hans tredje rymdfärd    | Aleksej Ovtjinin, RSA Hans tredje rymdfärd    | Aleksej Ovtjinin, RSA Hans tredje rymdfärd   | Sunita Williams, NASA Hennes tredje rymdfärd | Sunita Williams, NASA Hennes tredje rymdfärd |                                             |                                             |
| Flygingenjör | Ivan Vagner, RSA Hans andra rymdfärd          | Ivan Vagner, RSA Hans andra rymdfärd          | Ivan Vagner, RSA Hans andra rymdfärd         | Ivan Vagner, RSA Hans andra rymdfärd         | Ivan Vagner, RSA Hans andra rymdfärd         | Ivan Vagner, RSA Hans andra rymdfärd        | Ivan Vagner, RSA Hans andra rymdfärd        |
| Flygingenjör | Donald R. Pettit, NASA Hans fjärde rymdfärd   | Donald R. Pettit, NASA Hans fjärde rymdfärd   | Donald R. Pettit, NASA Hans fjärde rymdfärd  | Donald R. Pettit, NASA Hans fjärde rymdfärd  | Donald R. Pettit, NASA Hans fjärde rymdfärd  | Donald R. Pettit, NASA Hans fjärde rymdfärd | Donald R. Pettit, NASA Hans fjärde rymdfärd |
| Flygingenjör | Matthew Dominick, NASA Hans första rymdfärd   | Matthew Dominick, NASA Hans första rymdfärd   |                                              |                                              | Anne McClain, NASA Hennes andra rymdfärd     | Anne McClain, NASA Hennes andra rymdfärd    | Anne McClain, NASA Hennes andra rymdfärd    |
| Flygingenjör | Michael R. Barratt, NASA Hans tredje rymdfärd | Michael R. Barratt, NASA Hans tredje rymdfärd |                                              |                                              | Nichole Ayers, NASA Hennes första rymdfärd   | Nichole Ayers, NASA Hennes första rymdfärd  | Nichole Ayers, NASA Hennes första rymdfärd  |
| Flygingenjör | Jeanette J. Epps, NASA Hennes första rymdfärd | Jeanette J. Epps, NASA Hennes första rymdfärd |                                              |                                              | Takuya Onishi, JAXA Hans andra rymdfärd      | Takuya Onishi, JAXA Hans andra rymdfärd     | Takuya Onishi, JAXA Hans andra rymdfärd     |
| Flygingenjör | Alexander Grebenkin, RSA Hans första rymdfärd | Alexander Grebenkin, RSA Hans första rymdfärd |                                              |                                              | Kirill Peskov, RSA Hans första rymdfärd      | Kirill Peskov, RSA Hans första rymdfärd     | Kirill Peskov, RSA Hans första rymdfärd     |
| Flygingenjör | Barry E. Wilmore, NASA Hans tredje rymdfärd   | Barry E. Wilmore, NASA Hans tredje rymdfärd   | Barry E. Wilmore, NASA Hans tredje rymdfärd  | Barry E. Wilmore, NASA Hans tredje rymdfärd  | Barry E. Wilmore, NASA Hans tredje rymdfärd  |                                             | Sergej Ryzjikov, RSA Hans tredje rymdfärd   |
| Flygingenjör |                                               | Nick Hague, NASA Hans andra rymdfärd          | Nick Hague, NASA Hans andra rymdfärd         | Nick Hague, NASA Hans andra rymdfärd         | Nick Hague, NASA Hans andra rymdfärd         |                                             | Alexey Zubritsky, RSA Hans första rymdfärd  |
| Flygingenjör |                                               | Aleksandr Gorbunov, RSA Hans första rymdfärd  | Aleksandr Gorbunov, RSA Hans första rymdfärd | Aleksandr Gorbunov, RSA Hans första rymdfärd | Aleksandr Gorbunov, RSA Hans första rymdfärd |                                             | Jonny Kim, NASA Hans första rymdfärd        |